# Elektra
|  | Per a altres significats, vegeu «(130) Elektra». |

Elektra és una òpera en un acte de Richard Strauss, sobre un llibret en alemany d'Hugo von Hofmannsthal, adaptat d'un drama seu de 1903. Aquesta va ser la primera de les nombroses col·laboracions entre el músic i el llibretista. Va ser estrenada a la Königliches Opernhaus de Dresden el 25 de gener de 1909, i roman com una de les òperes del repertori estàndard.

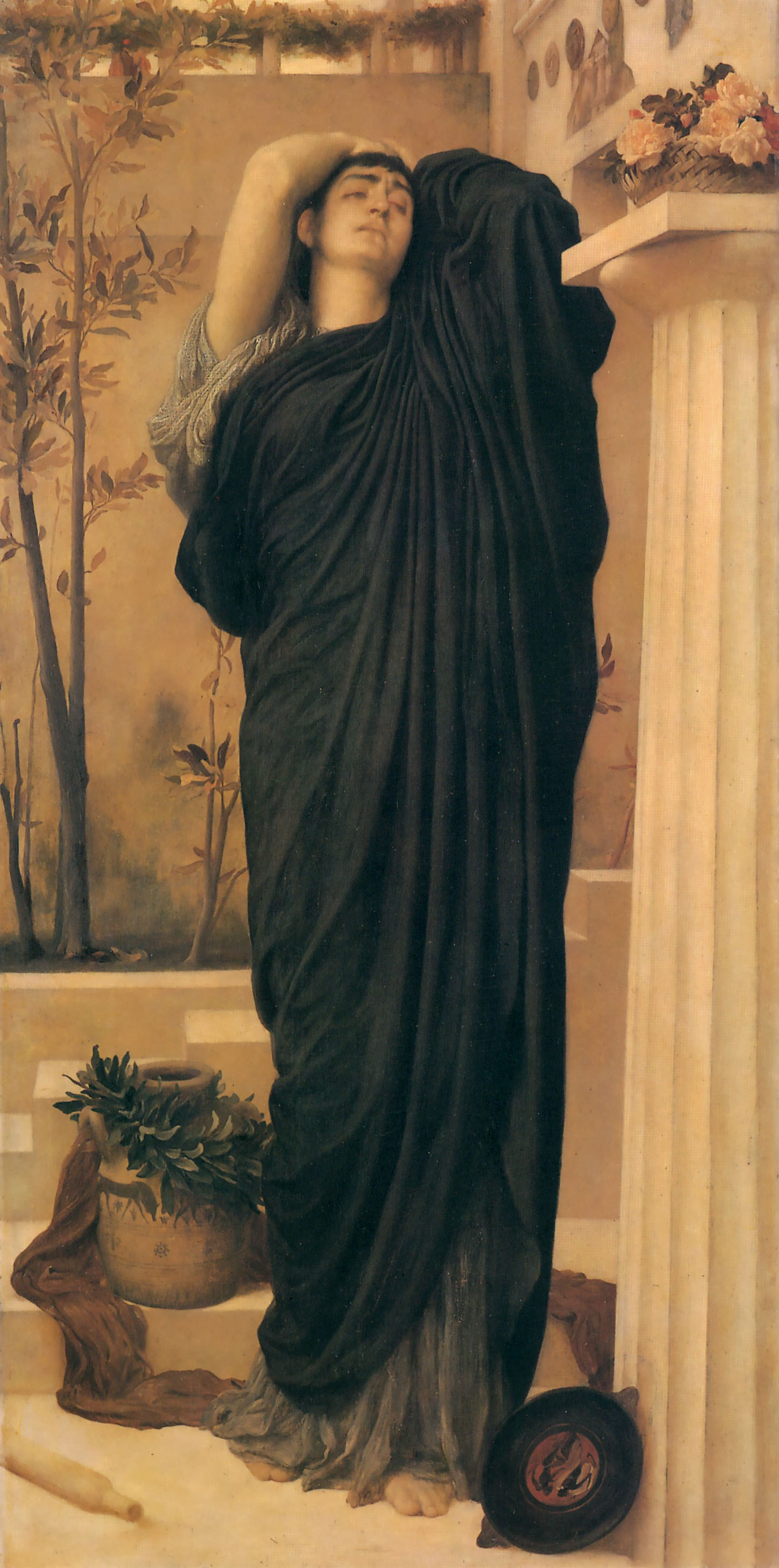
Electra en la tomba d'Agamèmnon, oli de Frederic Leighton 1868 - 1859